# Cristina Obregón
Cristina Obregón es una ex actriz mexicana.

## Carrera
Cristina Obregón nació el 20 de agosto de 1984, y tiene 2 carreras de actuación. Comenzó su carrera profesional como actriz en la serie de televisión La rosa de Guadalupe, posteriormente actuó en la película El estudiante (2009), también participó en la telenovela Soy tu dueña, actualmente se encuentra actuando en la obra de teatro Toc Toc. Cristina Obregón también ha actuado en teatro en obras como: Balas sobre Broadway, Las tres hermanas y El diario de Ana Frank.
En 2012 hace una participación especial en la telenovela Un refugio para el amor con el personaje de Rosa Elena Torreslanda y compartió créditos con Zuria Vega, Gabriel Soto Y Jessica Coch.

## Filmografía

### Películas
- El estudiante (2009) .... Carmen

### Telenovelas
- Un refugio para el amor (2012) .... Rosa Elena Fuentes Gil De Torreslanda (joven)
- Soy tu dueña (2010) .... Sandra Enriqueta Macotela Bermúdez

### Serie de televisión
- La rosa de Guadalupe .... Lili / Cynthia (2 episodios, 2008)

### Teatro
- Balas sobre Broadway
- Las tres hermanas
- La fábrica de Santa
- El diario de Ana Frank
- Toc Toc

### Diosas de Plata
| Año  | Categoría               | Película      | Resultado |
| ---- | ----------------------- | ------------- | --------- |
| 2010 | Mejor actriz revelación | El estudiante | Nominada  |